# Edward Pinkowski
Edward Pinkowski (ur. 12 sierpnia 1916 w Holyoke, zm. 11 stycznia 2020) – amerykański historyk polskiego pochodzenia. 

## Życiorys
Zajmował się dziejami Polaków w Stanach Zjednoczonych. Jest autorem wielu książek i artykułów. W 1989 był laureatem Nagrody imienia Mieczysława Haimana przyznawanej przez Polish American Historical Association.

## Wybrane publikacje
- Anthony Sadowski, Polish pioneer, Philadelphia, Pa: Sadowski Memorial Committee 1966.
- John Siney, the Miner's Martyr,
- History of Bridgeport,
- Chester County Place Names,
- Lattimer Massacre, 1950.
- Forgotten Fathers,
- Pills, Pen & Politics,
- Washington's Officers Slept Here,